# NOAA-18
NOAA-18   (також відомий як NOAA-N до запуску) -  є діючою серією метеорологічних супутників на полярній орбіті (NOAA K-N), якими керує Національна екологічна супутникова служба (NESS) Національного управління океанічних і атмосферних досліджень (NOAA). 
NOAA-18 також продовжив серію космічних апаратів Advanced TIROS-N (ATN), розпочату після запуску NOAA-8 (NOAA-E) у 1983 році, але з додатковим новим і вдосконаленим приладдям порівняно з серією NOAA A-M та новою ракетою-носієм Титан 23G. NOAA-18 знаходиться на орбіті, що перетинає екватор після обіду, і замінив NOAA-17.

## Запуск
NOAA-18 було запущено ракетою-носієм Delta II 20 травня 2005 року о 10:22:01 UTC з бази ВПС Ванденберг, на космічному стартовому комплексі Ванденберг 4 (SLW-4W), на сонячно-синхронній орбіті, на висоті 854 км. над Землею, обертаючись кожні 102,12 хвилини.

## Космічний апарат
Метою полярної орбітальної програми NOAA/NESS є надання вихідних продуктів, які використовуються в метеорологічних прогнозах і попередженнях, океанографічних і гідрологічних послугах і моніторингу космічного середовища. Полярна орбітальна система доповнює програму геостаціонарних метеорологічних супутників NOAA/NESS (GOES). Космічний корабель NOAA-18 Advanced TIROS-N базується на космічному апараті Програми оборонних метеорологічних супутників (DMSP Block 5D) і є модифікованою версією космічного корабля ATN (NOAA 6-11, 13-17) для розміщення нового приладового обладнання та допоміжних антен. та електричні підсистеми. Конструкція космічного корабля складається з чотирьох компонентів:
- 1° система підтримки реагування (RSS);
- 2° Модуль підтримки обладнання (ESM);
- 3° Платформа для монтажу приладів (IMP);
- 4° сонячної батареї (SA).

## Прилади
Усі інструменти розташовані на ESM та IMP. Живлення космічного корабля забезпечується системою прямої передачі енергії від єдиної сонячної батареї, яка складається з восьми панелей сонячних батарей. Підсистема визначення та керування на орбіті (ADACS) забезпечує керування наведенням за трьома осями, керуючи крутним моментом у трьох взаємно ортогональних імпульсних колесах за допомогою вхідних даних від вузла датчика Землі (ESA) для оновлення тангажу, крену та повороту. ADACS контролює положення космічного корабля таким чином, щоб орієнтація трьох осей підтримувалася з точністю до ± 0,2°, а нахил, крен і поворот з точністю до 0,1°. ADACS складається з блоку датчика Землі (ESA), блоку датчика Сонця (SSA), чотирьох вузлів реактивного колеса (RWA), двох котушок повороту/рискання (RYC), двох обертових котушок нахилу (PTC), чотирьох гіроскопів і комп’ютера. програмне забезпечення для обробки даних. Підсистема обробки даних ATN складається з інформаційного процесора TIROS (TIP) для приладів із низькою швидкістю передачі даних, процесора керованої швидкості передачі даних (MIRP) для високошвидкісних даних AVHRR, цифрових магнітофонов (DTR) і блоку перехресної стрічки (XSU). 
Приладдя NOAA-18 складається з:
1. Покращений шестиканальний радіометр Advanced Very High Resolution/3 (AVHRR/3)
2. Покращений ехолот інфрачервоного випромінювання високої роздільної здатності (HIRS/4)
3. Пошуково-рятувальна супутникова система стеження (SARSAT), яка складається з пошуково-рятувального ретранслятора (SARR) і пошуково-рятувального процесора (SARP-2).
4. Удосконалена система збору даних Argos (Argos DCS-2), надана Францією/CNES
5. Спектральний радіометр ультрафіолетового сонячного зворотного розсіювання (SBUV/2)
6. Удосконалений мікрохвильовий зондуючий блок (AMSU), який складається з трьох окремих модулів, A1, A2 і B, щоб замінити попередні інструменти MSU і SSU. NOAA-18 є першим супутником NOAA POES, який використовує мікрохвильовий ехолот вологості (MHS) замість передового мікрохвильового зондування (AMSU-B).[1]

## Місія
Частота передачі APT(автоматична передача зображення) становить 137,9125 МГц (NOAA-18 змінив частоти на NOAA-19 23 червня 2009 року).